# Karl Hardy
Pour les articles homonymes, voir Hardy.
Karl Hardy est un animateur et influenceur québécois. 
Il est né le 20 février 1991 à St-Raymond de Portneuf, près de Québec.

## Biographie
Il anime l'Instant Gagnant à V Télé, après avoir présenté le jeu télévisé Call TV en 2011, produit et réalisé par TM PRODUCTS. Son premier livre, traitant de l'homophobie et de la violence dans les écoles québécoises, « Ma folle histoire », est distribué par Benjamin Livre. Le premier ouvrage de l'animateur est supporté par la Fondation Jasmin Roy.
Karl Hardy assure aussi l'animation de quelques émissions de la télé-tirelire Game Time sur la chaîne anglophone TLN Network.
L'animateur est également blogueur pour la toute première chaîne web télé indépendante au Québec, Kebweb.tv. Kebweb.tv s'adresse au vaste public des internautes québécois, tout âge, genre, région et culture confondus. Karl Hardy y présente chaque semaine des vidéos coups de cœur. L'animateur tiendra son premier rôle en tant que comédien dans la websérie « Les missions séduction », diffusée sur la même plateforme au début de l'année 2012. Blogueur chez enVedette.ca et VRAK depuis 2013, le jeune animateur adore potiner. La culture populaire, c'est sa spécialité!
Diplômé en arts et lettres (théâtre) du Cégep de Saint-Hyacinthe, Karl est découvert à l’âge de dix-huit ans lors de sa participation à l’émission de téléréalité VJ Recherché, diffusée sur les ondes de MusiquePlus en 2009. Pendant trois mois, 24 heures sur 24, il a surmonté diverses épreuves en communication face à des professionnels et au public. Il s’est rendu jusqu’en finale et a échappé de près au poste de VJ à la station musicale la plus en vogue du Québec. C’est donc à la télévision, devant des milliers de Québécois, qu’il a exposé et accepté son homosexualité.

## Téléréalité
Karl Hardy participe à l'émission de téléréalité VJ Recherché à Musiqueplus en 2009. Il terminera en deuxième position derrière Tatiana Polevoy, la gagnante. C'est grâce à cette émission qu'il deviendra un visage connu au Québec.
Karl Hardy a fait l'objet d'un article hommage  dans la revue canadienne Gay Globe Magazine à la fin 2012 et sur le blogue "Le Point" pour sa capacité à œuvrer ouvertement comme homosexuel à la télé de nuit au Québec et ce, malgré la nature controversée de l'émission qu'il anime.

## Comme animateur
- Call TV (V Télé) 6 octobre 2011 - 3 décembre 2011
- L'instant Gagnant (V Télé) 3 mars 2012 - 30 août 2015
- Game Time (TLN) 18 mars 2012 - 12 mai 2012

## Comme comédien
- Les missions séduction, websérie (Kebweb.tv) 2012 : Hugo

## Comme auteur
- Ma folle histoire, témoignage, 255 pages, Benjamin Livre, 2011  (ISBN 978-2-923865-84-3)